# ماري فولر
ماري فولر (بالإنجليزية: Mary Fowler)‏ هي لاعبة كرة قدم أسترالية، ولدت في 14 فبراير 2003 في كيرنز في أستراليا. لعبت مع Bankstown City FC ‏.

## وصلات خارجية
- ماري فولر على موقع الاتحاد الدولي (مؤرشف)  (الإنجليزية)
- ماري فولر على موقع إي إس بي إن إف سي (الإنجليزية)
- ماري فولر على موقع قاعدة بيانات كرة القدم.إي يو (الإنجليزية)
- ماري فولر على موقع بيانات كرة القدم. دي إي (الألمانية)
- ماري فولر على موقع ليكيب (الفرنسية)
- ماري فولر على موقع Soccerway.com (الإنجليزية)
- ماري فولر على موقع عالم كرة القدم.نت (الإنجليزية)
- ماري فولر على موقع اللجنة الأولمبية الدولية (الإنجليزية)
- ماري فولر على موقع أوليمبيديا (الإنجليزية)
- ماري فولر على موقع اللجنة الأولمبية الأسترالية (الإنجليزية)